# Saltos ornamentais nos Jogos Pan-Americanos de 2015 - Plataforma de 10 m sincronizado feminino
A competição do plataforma de 10 m sincronizado feminino é um dos eventos dos saltos ornamentais nos Jogos Pan-Americanos de 2015, em Toronto. Foi disputada no  Centro Aquático CIBC Pan e Parapan-Americano no dia 13 de julho. 

## Calendário
Horário local (UTC-5).
| Data        | Horário | Fase   |
| ----------- | ------- | ------ |
| 13 de julho | 13:00   | Finais |

## Medalhistas
| Ouro   | CAN Meaghan Benfeito Roseline Filion    |
| Prata  | BRA Ingrid De Oliveira Giovanna Pedroso |
| Bronze | MEX Paola Espinosa Alejandra Orozco     |

## Resultados

### Finais
| Pos.              | Saltador                            | Nacionalidade      | Salto 1 | Pos. | Salto 2        | Pos. | Salto 3        | Pos. | Salto 4        | Pos. | Salto 5 | Pontuação total |
| ----------------- | ----------------------------------- | ------------------ | ------- | ---- | -------------- | ---- | -------------- | ---- | -------------- | ---- | ------- | --------------- |
| Medalha de ouro   | Meaghan Benfeito Roseline Filion    | CAN Canadá         | 53.40   | 1    | 106.80 (53.40) | 1    | 168.90 (62.10) | 2    | 237.21 (68.31) | 2    | 79.68   | 316.89          |
| Medalha de prata  | Ingrid De Oliveira Giovanna Pedroso | BRA Brasil         | 49.80   | 3    | 94.20 (44.40)  | 3    | 168.12 (73.92) | 3    | 239.16 (71.04) | 1    | 52.20   | 291.36          |
| Medalha de bronze | Paola Espinosa Alejandra Orozco     | MEX México         | 50.40   | 2    | 100.80 (50.40) | 2    | 171.84 (71.04) | 1    | 232.23 (60.39) | 3    | 55.68   | 287.91          |
| 4                 | Samantha Bromberg Delaney Schnell   | USA Estados Unidos | 48.60   | 4    | 92.40 (43.80)  | 4    | 156.30 (63.90) | 4    | 221.58 (65.28) | 4    | 66.24   | 287.82          |
| 5                 | Yaima Mena Annia Rivera             | CUB Cuba           | 32.40   | 5    | 72.00 (39.60)  | 5    | 126.60 (54.60) | 5    | 180.60 (54.00) | 5    | 48.96   | 229.56          |